# Kraiburg
Kraiburg là một đô thị thuộc huyện Mühldorf bang Bayern nước Đức